# トラベルラウンジ沼津
トラベルラウンジ沼津（英称：Travel Lounge Numazu）は、静岡県沼津市に店舗を置き、沼津駅前のイーラdeビル2Fにて旅行代理店を展開している、静岡県の第3種登録の旅行会社。
静岡県知事登録旅行業第3－711号。
業務内容は主に旅行商品の販売・団体旅行の販売、手配旅行販売で、沼津市を中心に静岡県東部地区に販売を展開している。
店頭販売の商品内容は国内・海外旅行で、幅広く行っている。
沼津駅前における、個人旅行の店頭販売を行っている唯一の旅行会社である。（過去2006年当時は、8店舗展開。バス会社を除く）

## 沿革
- 2017年（平成29年）3月：トラベルラウンジ沼津 静岡県沼津市にて旅行業登録
- 2017年（平成29年）6月：沼津駅前　イーラdeビル2Fにて店舗オープン。店頭販売開始

## 事業所
本社営業所
- 静岡県沼津市大手町1-1-6 イーラdeビル2F